# 巴爾肯山 (阿蒙森海岸)
巴爾肯山（英語：Mount Balchen），是南極洲的山峰，位於阿蒙森海岸，處於弗里喬夫南森山以東11公里，屬於赫伯特山脈的一部分，海拔高度3,085米，由新西蘭探險隊命名，現時由南極條約體系管理。